# Chaetopleurophora atra
Chaetopleurophora atra är en tvåvingeart som beskrevs av Borgmeier 1962. Chaetopleurophora atra ingår i släktet Chaetopleurophora och familjen puckelflugor. Inga underarter finns listade i Catalogue of Life.